# Arquidiocese de Mérida-Badajoz

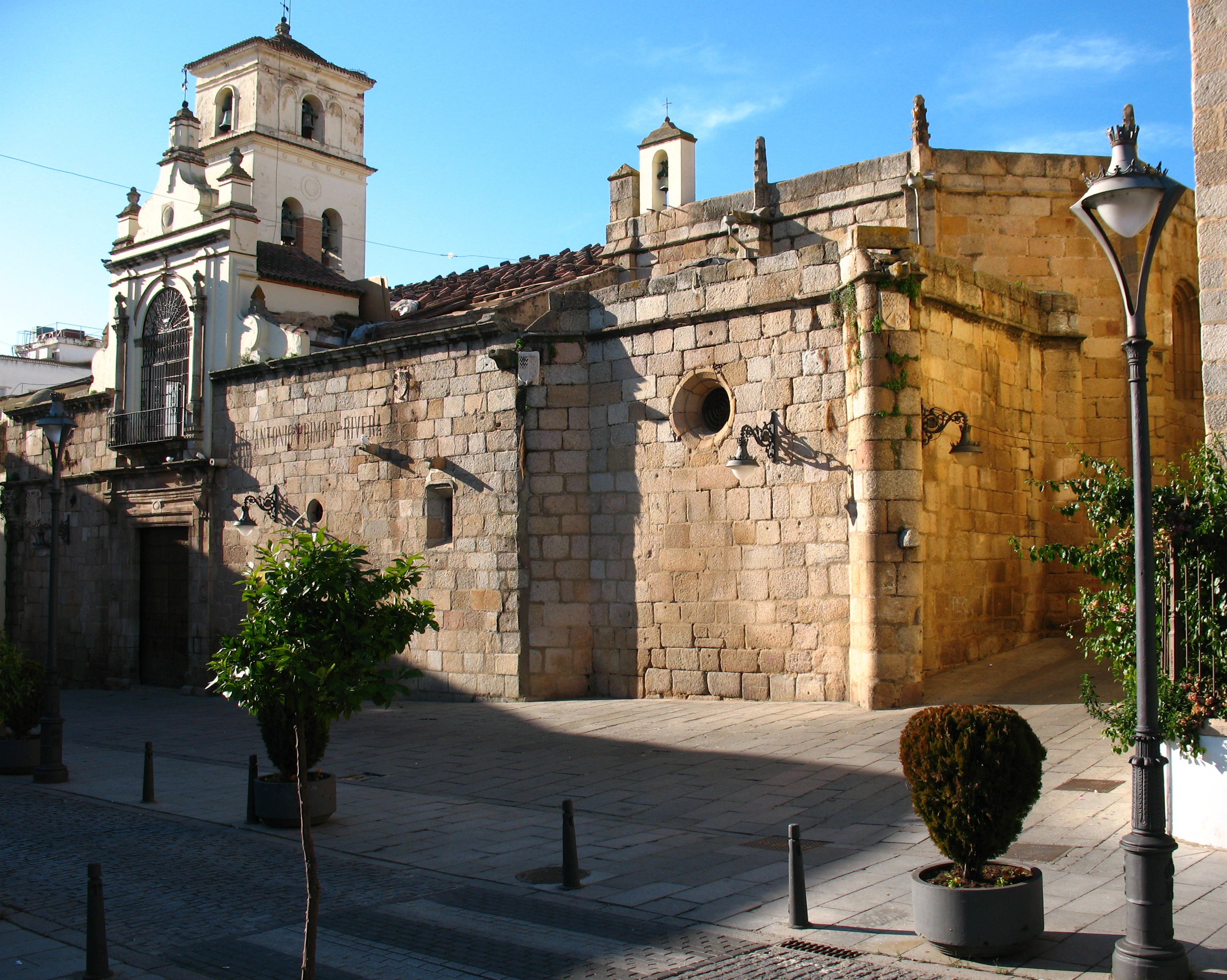
Concatedral de Mérida.

A Arquidiocese de Mérida-Badajoz (em latim: Archidiœcesis Emeritensis Augustanus-Pacensis) é uma arquidiocese da Igreja Católica na Espanha. Foi criada no século III, sendo recriada em 1230, após a Reconquista, e elevada em 28 de julho de 1994. Atualmente tem uma jurisdição de 218 paróquias, atendidas por 327 padres, com uma população de 585 290 católicos, ou seja, 99,3% do total da população.
As sedes da arquidiocese são a Catedral de São João Batista de Badajoz e a Concatedral de Santa Maria Maior de Mérida. Em 2021, o arcebispo era Dom Celso Morga Iruzubieta.

## História
No século III, é encontrado o nome de Marcial, o primeiro arcebispo metropolitano de Augusta Emerita (Mérida). A antiga metrópole abrangia a toda a província romana da Lusitânia. No final do século IV se destaca o nome do arcebispo Idácio, que teve adversidades com a heresia prisciliana. Também é importante a figura do arcebispo Mausônio, que lutou contra o arianismo e no Terceiro Concílio de Toledo, em 589, promoveu a conversão do rei visigodo Recaredo I pelo arianismo à ortodoxia católica.
Em 714 Mérida foi conquistada pelos muçulmanos, mas a sucessão episcopal foi provavelmente mantida, como indicado em 862, com o arcebispo de nome Arnulfo. No século X, a sede da diocese foi transferida para Badajoz.
Em 1120 o Papa Calisto II estabeleceu a sede metropolitana de Santiago de Compostela, que herdou os direitos da sede metropolitana de Mérida, de cuja cidade de Badajoz ficou sufragânea. Badajoz foi recapturada em 1228 por Afonso IX de Leão e em 29 de outubro de 1230 a diocese foi restaurada por uma bula do Papa Gregório IX. Em 1255 o Papa Alexandre IV nomeou o primeiro bispo eleito depois de 250 anos.
Em 1480, Gómez Suárez de Figueroa foi o último bispo eleito pelo capítulo. Em 3 de maio de 1664 foi criado o seminário diocesano, dedicado a Santo António, sendo que em 1754 foi inaugurado o novo edifício. Em 1873, a bula papal Quo gravius do Papa Pio IX retirava a administração das ordens militares de Santiago e Alcântara e territórios vastos e agregava-os aos da diocese, que até então tinha uma pequena escala espacial.
Após a concordata de 1955, em 1958 os limites territoriais foram alterados: a diocese adquiriu uma arquipresbiterado que pertencia à diocese de Córdoba e, em troca deu outro arquipresbiterado à diocese de Coria. Em 28 de julho de 1994, a diocese foi elevada à categoria de arquidiocese Metropolitana pela bula Universae Ecclesiae sustinentes do Papa João Paulo II e assumiu seu nome atual.

## Prelados
|                          | Nome                                          | Período    | Notas                                                   |
| Arcebispos               | Arcebispos                                    | Arcebispos | Arcebispos                                              |
| ------------------------ | --------------------------------------------- | ---------- | ------------------------------------------------------- |
| 4º                       | José Rodríguez Carballo, O.F.M.               | 2024-      | Atual                                                   |
| 3º                       | Celso Morga Iruzubieta                        | 2015-2024  |                                                         |
| 2º                       | Santiago García Aracil                        | 2004-2015  |                                                         |
| 1º                       | Antonio Montero Moreno                        | 1994-2004  |                                                         |
| Arcebispos coadjutores   |                                               |            |                                                         |
|                          | José Rodríguez Carballo, O.F.M.               | 2023-2024  |                                                         |
|                          | Celso Morga Iruzubieta                        | 2014-2015  |                                                         |
| Bispos                   |                                               |            |                                                         |
| 104º                     | Antonio Montero Moreno                        | 1980-1994  | Elevado à Arcebispo                                     |
| 103º                     | Doroteo Fernández y Fernández                 | 1971-1979  |                                                         |
| 102º                     | José María Alcaráz y Alenda                   | 1930-1971  |                                                         |
| 101º                     | Ramón Pérez y Rodríguez                       | 1920-1929  | Nomeado Bispo do Ordinário Militar Castrense da Espanha |
| 100º                     | Adolfo Pérez y Muñoz                          | 1913-1920  | Nomeado Bispo de Córdoba                                |
| 99º                      | Félix Soto y Mancera                          | 1904-1910  |                                                         |
| 98º                      | José Hevía y Campomanes, O.P.                 | 1903-1904  |                                                         |
| 97º                      | Ramón Torrijos y Gómez                        | 1894-1903  |                                                         |
| 96º                      | Francisco Sáenz de Urturi y Crespo, O.F.M.    | 1891-1894  | Nomeado Arcebispo de Santiago de Cuba                   |
| 95º                      | Fernando Ramírez y Vázquez                    | 1865-1890  |                                                         |
| 94º                      | Joaquín Hernández y Herrero                   | 1863-1865  | Nomeado Bispo de Segorbe                                |
| 93º                      | Pantaleón Montserrat y Navarro                | 1862-1863  | Nomeado Bispo de Barcelona                              |
| 92º                      | Diego Mariano Alguacil y Rodríguez            | 1858-1861  | Nomeado Bispo de Vitória                                |
| 91º                      | Manuel García Gil, O.P.                       | 1853-1858  | Nomeado Arcebispo de Saragoça                           |
| 90º                      | Francisco Javier Rodríguez Obregón            | 1847-1853  |                                                         |
| 89º                      | Mateo Delgado y Moreno                        | 1802-1841  | Arcebispo (título pessoal)                              |
| 88º                      | Gabriel Álvarez Faria                         | 1797-1802  |                                                         |
| 87º                      | Alfonso Solís Marroquin y Grajera, O.S.       | 1783-1797  |                                                         |
| 86º                      | Santiago Palmero Escada                       | 1780-1781  |                                                         |
| 85º                      | Manuel Pérez Minayo y Zumeda                  | 1755-1779  |                                                         |
| 84º                      | Amador Merino y Malaguillas                   | 1730-1755  |                                                         |
| 83º                      | Pedro Francisco Levanto Vivaldo               | 1715-1729  |                                                         |
| 82º                      | Francisco Valero y Losa                       | 1707-1715  | Nomeado Arcebispo de Toledo                             |
| 81º                      | Juan Marín y Rodezno                          | 1681-1706  |                                                         |
| 80º                      | Juan Herrero Jaraba                           | 1677-1681  | Nomeado Bispo de Plasencia                              |
| 79º                      | Agustín Antolínez, O.S.A.                     | 1675-1677  |                                                         |
| 78º                      | Francisco de Lara                             | 1673-1675  | Nomeado Arcebispo de Saragoça                           |
| 77º                      | Francisco de Rois y Mendoza, O.Cist.          | 1668-1673  | Nomeado Arcebispo de Granada                            |
| 76º                      | Jerónimo Rodríguez de Valderas, O. de M.      | 1662-1668  | Nomeado Bispo de Jaén                                   |
| 75º                      | Gabriel de Esparza Pérez                      | 1660-1662  | Nomeado Bispo de Salamanca                              |
| 74º                      | Diego del Castillo y Artigas                  | 1658       |                                                         |
| 73º                      | Diego López de la Vega                        | 1649-1658  | Nomeado Bispo de Cória                                  |
| 72º                      | Ángel Manrique, O.Cist.                       | 1645-1649  |                                                         |
| 71º                      | José Valle de la Cerda, O.S.B.                | 1640-1644  |                                                         |
| 70º                      | Gabriel Ortiz Sotomayor                       | 1635-1640  |                                                         |
| 69º                      | Juan Roco Campofrío, O.S.B.                   | 1627-1632  | Nomeado Bispo de Cória                                  |
| 68º                      | Pedro Fernández Zorrilla                      | 1618-1627  | Nomeado Bispo de Pamplona                               |
| 67º                      | Cristóbal Lobera y Torres                     | 1615-1618  | Nomeado Bispo de Osma                                   |
| 66º                      | Juan Beltrán Guevara y Figueroa               | 1611-1615  | Nomeado Arcebispo de Santiago de Compostela             |
| 65º                      | Andrés Fernández de Córdoba y Carvajal        | 1602-1611  |                                                         |
| 64º                      | Diego Gómez de Lamadrid, O.SS.T.              | 1578-1601  | Arcebispo (título pessoal)                              |
| 63º                      | Diego de Simancas                             | 1568-1578  | Nomeado Bispo de Zamora                                 |
| 62º                      | Juan de Ribera                                | 1562-1568  | Nomeado Arcebispo de Valência                           |
| 61º                      | Cristóbal Rojas Sandoval                      | 1556-1562  | Nomeado Bispo de Córdoba                                |
| 60º                      | Francisco de Navarra y Hualde                 | 1545-1556  | Nomeado Arcebispo de Valência                           |
| 59º                      | Jerónimo Suárez Maldonado                     | 1532-1545  |                                                         |
| 58º                      | Pedro González Manso                          | 1525-1532  | Nomeado Bispo de Osma                                   |
| 57º                      | Pedro Gómez Sarmiento de Villandrando         | 1524-1525  | Nomeado Bispo de Palencia                               |
| 56º                      | Bernardo de Mesa, O.P.                        | 1521-1524  |                                                         |
| 55º                      | Pedro Ruiz de la Mota, O.S.B.                 | 1516-1520  | Nomeado Bispo de Palencia                               |
| 54º                      | Alfonso Manrique de Lara y Solis              | 1499-1516  | Nomeado Bispo de Córdoba                                |
| 53º                      | Juan Rodríguez de Fonseca                     | 1495-1499  | Nomeado Bispo de Córdoba                                |
| 52º                      | Juan Ruiz de Medina                           | 1493-1495  | Nomeado Bispo de Cartagena                              |
| 51º                      | Bernardino López de Carvajal y Sande          | 1489-1493  | Nomeado Bispo de Cartagena                              |
| 50º                      | Pedro Ximénez de Préxamo                      | 1486-1489  | Nomeado Bispo de Cória                                  |
| 49º                      | Gómez Suárez de Figueroa                      | 1479-1485  |                                                         |
| 48º                      | Pedro de Silva y Tenorio, O.P.                | 1461-1479  |                                                         |
| 47º                      | Lorenzo Suárez de Figueroa                    | 1444-1456  |                                                         |
| 46º                      | Juan de Morales, O.P.                         | 1418-1443  |                                                         |
| 45º                      | Juan Rodríguez Villalón                       | 1415-1418  | Nomeado Bispo de León                                   |
| 44º                      | Diego Badán, O.F.M.                           | 1409-1415  | Nomeado Bispo de Cartagena                              |
| 43º                      | Gonzalo de Alba, O.P.                         | 1407-1408  | Nomeado Bispo de Salamanca                              |
| 42º                      | Pedro Tenorio ?                               | 1403       |                                                         |
| 41º                      | Fernando Suárez de Figueroa                   | 1379-1398  |                                                         |
| 40º                      | Fernando Sánchez                              | 1373-1378  |                                                         |
| 39º                      | Juan García Palomeque                         | 1354-1373  | Nomeado Bispo de Osma                                   |
| 38º                      | Alfonso Fernando de Toledo y Vargas, O.E.S.A. | 1353-1354  | Nomeado Bispo de Osma                                   |
| 37º                      | Juan                                          | 1349-1353  |                                                         |
| 36º                      | Vincenzo Estevanez                            | 1344-?     |                                                         |
| 35º                      | Fernando Martínez de Ágreda                   | 1335-1344  |                                                         |
| 34º                      | Juan de Morales                               | 1329-1335  | Nomeado Bispo de Jaén                                   |
| 33º                      | Bernabé                                       | 1324-1329  | Nomeado Bispo de Osma                                   |
| 32º                      | Simón, O. de M.                               | 1309-1324  | Nomeado Bispo de Tuy                                    |
| 31º                      | Bernardo                                      | 1300-?     |                                                         |
| 30º                      | Gil Ruíz                                      | 1290-1295  |                                                         |
| 29º                      | Alfonso                                       | 1287-?     |                                                         |
| 28º                      | Juan                                          | 1286-?     |                                                         |
| 27º                      | Gil Colonia                                   | 1282-1285  |                                                         |
| 26º                      | Lorenzo Suárez, O.M.Alc.                      | 1264-?     |                                                         |
| 25º                      | Pedro Pérez, O.F.M.                           | 1255-1266  |                                                         |
| 24º                      | Daniel                                        | 1000-?     |                                                         |
| 23º                      | Júlio                                         | 932-?      |                                                         |
| 22º                      | Thedocutus                                    | 904-?      |                                                         |
| 21º                      | Arnulfo                                       | 839-862    |                                                         |
| 20º                      | Máximo                                        | 688-?      |                                                         |
| 19º                      | Estêvão II                                    | 681-685    |                                                         |
| 18º                      | Festo                                         | 671-681    |                                                         |
| 17º                      | Profirio                                      | 665-671    |                                                         |
| 16º                      | Oronzo                                        | 637-665    |                                                         |
| 15º                      | Estêvão I                                     | 633-637    |                                                         |
| 14º                      | Rinovato                                      | ?-633      |                                                         |
| 13º                      | Inocêncio                                     | 605-?      |                                                         |
| 12º                      | Masona                                        | 571-605    |                                                         |
| 11º                      | Fedele                                        | 560-571    |                                                         |
| 10º                      | Paulo                                         | 530-560    |                                                         |
| 9º                       | Zenone                                        | 483-492    |                                                         |
| 8º                       | Antonino                                      | 445-449    |                                                         |
| 7º                       | Gregório                                      | 410-420    |                                                         |
| 6º                       | Patruino                                      | 400-?      |                                                         |
| 5º                       | Idácio                                        | 380-400    |                                                         |
| 4º                       | Fiorenzo                                      | 347-380    |                                                         |
| 3º                       | Libério                                       | 295-314    |                                                         |
| 2º                       | Félix                                         | 255-?      |                                                         |
| 1º                       | Marcial                                       | ?-255      |                                                         |
| Bispos coadjutores       |                                               |            |                                                         |
|                          | Doroteo Fernández y Fernández                 | 1962-1971  |                                                         |
|                          | Eugenio Beitia Aldazabal                      | 1954-1962  | Nomeado Bispo de Santander                              |
| Bispo auxiliar           |                                               |            |                                                         |
|                          | Fernando de Vera y Zuñiga, O.S.A.             | 1614-1628  | Nomeado Arcebispo de Santo Domingo                      |
| Administrador apostólico |                                               |            |                                                         |
|                          | Giovanni d'Aragona                            | 1479       |                                                         |